# Gottfried Langenstein
Pour les articles homonymes, voir Langenstein.
Gottfried Langenstein, né le 15 mars 1954 à Munich, est un homme de média allemand qui a été président de la chaîne franco-allemande Arte de janvier 2007 à décembre 2010.

## Biographie
Gottfried Langenstein étudie à Munich et à Paris la philosophie, la psychologie et les sciences politiques. Il reçoit une bourse de 3e cycle et obtient son doctorat en philosophie en 1989.
En 1986 et 1987, il assure la coordination de l’exposition Les sciences à Berlin puis entre à la direction des affaires internationales de la deuxième chaîne de télévision publique ZDF. En 1989, il prend la tête du service des relations internationales pour une période de cinq ans. Parallèlement, il est directeur adjoint des affaires internationales de 1990 à 1994. Cette année-là, il est nommé à la tête de ce service, poste qu’il occupera jusqu’en 2000.
Il dirige en outre la commission des festivals de la ZDF de 1994 à 2000, il est membre du Conseil de surveillance de la société Transtel GmbH de 1996 à 2000 et vice-président du comité Télévision de l’Union européenne de radio-télévision (UER) et responsable des services en ligne de la ZDF. Depuis février 2000, il est directeur des programmes satellites européens de la ZDF (3sat, ZDFtheaterkanal, ZDFinfokanal et ZDFdokukanal (ZDFneo depuis 2009)). De 2003 à 2006, il a été parallèlement vice-président d’Arte GEIE puis président le 1er janvier 2007. Le 1er janvier 2011, il est remplacé par la Française Véronique Cayla.
Gottfried Langenstein est membre de la Max-Planck-Gesellschaft, du Comité Media de l’Institut Goethe, du Conseil de surveillance de la Medien- u. Filmgesellschaft de Bade-Wurtemberg, du Strategic Council du European Institute of the Media, du Strategic Council de la International Broadcasting Corporation et chargé de la coopération avec la Fondation Preußischer Kulturbesitz.

## Distinctions
- Chevalier de la Légion d'honneur (2006)[1]
- Ordre bavarois du Mérite (2010)